# Leka II
Leka II (Sandton, Sud-àfrica, 26 de març del 1982) és el pretendent al tron d'Albània. És fill de Leka I, i net de Zogu I. La seva mare és l'australiana Susan Cullen-Ward.
El seu nom complet és Leka Anwar Zog Reza Baudouin Msiziwe Zogu. Va estudiar a Johannesburg, a l'acadèmia militar de Sandhurst a Anglaterra, i a la universitat de Perusa, a Itàlia. Actualment viu a Tirana i el 2016 es va casar amb l'actriu Elia Zaharia.